# Fiolhoso
Fiolhoso ist eine Gemeinde im Kreis Murça im portugiesischen Distrikt Vila Real mit 416 Einwohnern (Stand 19. April 2021).

## Lage
Sie liegt auf dem gleichnamigen  Hügel Fiolhoso im Südwesten des Kreises Murça und besteht aus den drei Dörfern Fiolhoso, Levandeira und Cadaval. Fiolhoso liegt rund 30 Kilometer von der Distrikthauptstadt Vila Real im Südwesten entfernt auf einer Höhe zwischen 700 und 800 Metern. Die Gemeinde Fiolhoso ist über die Nationalstraße 15 und die Nationalstraße 212 zu erreichen, Letztere führt durch den Ort. Nach Murca im Osten sind es 4 km Luftlinie und zur Spanischen Grenze ebenfalls im Osten rund 10 km.

## Wirtschaft
Die Bewohner betreiben vor allem Landwirtschaft. Hauptsächlich der Anbau von Kartoffeln, Wein, Obst und Gemüse und die Viehzucht sind heute die Grundlage der Wirtschaft Fiolhosos. Außerdem gibt es einige Baufirmen.
Geprägt wird die Gemeinde durch die Auswanderung eines großen Teils der Bevölkerung in den 1960- und 1970er-Jahren vor allem nach Luxemburg, aber auch nach Deutschland und Frankreich. In dieser Zeit hat sich das Leben und die gesamte soziale Struktur von Fiolhoso stark verändert.

## Infrastruktur
Zur Infrastruktur des Dorfes gehören u. a. ein Gesundheitszentrum, ein Altenheim, ein Kindergarten und eine Sporthalle. Am Bau des Altenheims war der luxemburgische Staat  finanziell beteiligt.

## Veranstaltungen
Die traditionellen Festlichkeiten finden immer am dritten Wochenende des August statt. Das Fest dauert vier Tage und hat seinen Höhepunkt am Sonntag mit der religiösen Zeremonie für die Heilige Barbara („Santa Bárbara“).